# Плуси (Ліпський повіт)
Плуси (пол. Płósy) — село в Польщі, у гміні Жечнюв Ліпського повіту Мазовецького воєводства.
Населення — 113 осіб (2011).
У 1975-1998 роках село належало до Радомського воєводства.

## Демографія
Демографічна структура станом на 31 березня 2011 року:
|          | Загалом | Допрацездатний вік | Працездатний вік | Постпрацездатний вік |
| -------- | ------- | ------------------ | ---------------- | -------------------- |
| Чоловіки | 57      | 7                  | 39               | 11                   |
| Жінки    | 56      | 6                  | 27               | 23                   |
| Разом    | 113     | 13                 | 66               | 34                   |